# تجا گرگورین
تجا گرگورین (انگلیسی: Teja Gregorin؛ زادهٔ ۲۹ ژوئن ۱۹۸۰) ورزشکار دوگانه، و اسکی‌باز صحرانوردی اهل اسلوونی است.